# 丹棱县
丹县是中华人民共和国四川省中部地区眉山市所辖的一个县。总面积449平方公里，总人口约16.3万。

## 历史
中华民国时，属四川省。1949年11月，中国人民解放军第二野战军发起西南战役，逐渐占领四川全省。12月17日，中国人民解放军第10军所辖部队攻占丹棱县，中华民国政府对丹棱县的管辖结束。1950年后，丹棱县属眉山专区、乐山专区、眉山地区。2000年，眉山地区改为地级眉山市，隶属于眉山市至今。 

## 行政区划
丹棱县下辖4个镇、1个乡：
仁美镇、杨场镇、张场镇、齐乐镇和顺龙乡。

## 交通
- 351国道过境。

## 丹棱特色
- 丹棱是“中国民间艺术（唢呐）之乡”，当地百姓喜爱唢呐由来已久。
- 丹棱是一个山区县，芒硝、页岩、矿泉水储量及产量较大。

## 特产
丹棱冻粑：中国地理标志产品。